# ノルフェネフリン
ノルフェネフリン(Norfenefrine)は、アドレナリン作動薬として用いられる化学物質である。meta-オクトパミン、3-オクトパミン、3,β-ジヒドロキシフェネチルアミンとしても知られる。ヨーロッパ、日本、メキシコで市販されている。構造異性体のp-オクトパミンやチラミンとともに、天然に存在する内因性微量アミンであり、脳内で神経伝達物質としての役割を持つ。
商標名としては、Coritat、Energona、Hypolind、Novadral等がある。